# Агасян, Артур
Арту́р Агася́н (арм. Արթուր Աղասյան; род. 24 июня 1987, Ереван) — армянский футболист, выступавший на позиции нападающего.

## Карьера
Два сезона выступал в первой лиге Армении за «Пюник-2», став двукратным победителем лиги и забив 31 гол. В сезоне-2005 также забил 2 гола за основной состав «Пюника» в премьер-лиге (дубль в последнем туре в ворота «Киликии»), а его команда в очередной раз стала чемпионом страны. В 2006 году в составе «Пюника» участвовал в Кубке Содружества (2 матча, 1 гол), а в чемпионате Армении забил 1 гол в составе «Улисса». 
Провёл два сезона в калифорнийской команде «Вентура Каунти Фьюжн», выступающей в USL Premier Development League (4-й «уровень» футбола США), в 2009 году став в её составе чемпионом этой лиги. Затем побывал на просмотре в клубе MLS «Чивас США». В сезоне-2011 сыграл 4 матча в MLS за «Реал Солт-Лейк». В 2012 году, будучи игроком калифорнийского клуба «Кэл», выступающего в одной из любительских региональных лиг, забил 3 гола в 4 матчах Кубка США (Lamar Hunt U.S. Open Cup), а его команда выбила из розыгрыша три команды из вышестоящих лиг, в том числе команду MLS «Портленд Тимберс» (в этом матче единственный гол в овертайме забил Агасян), прежде чем быть разгромленной «Сиэтл Саундерс».